# Fantagraphics Books

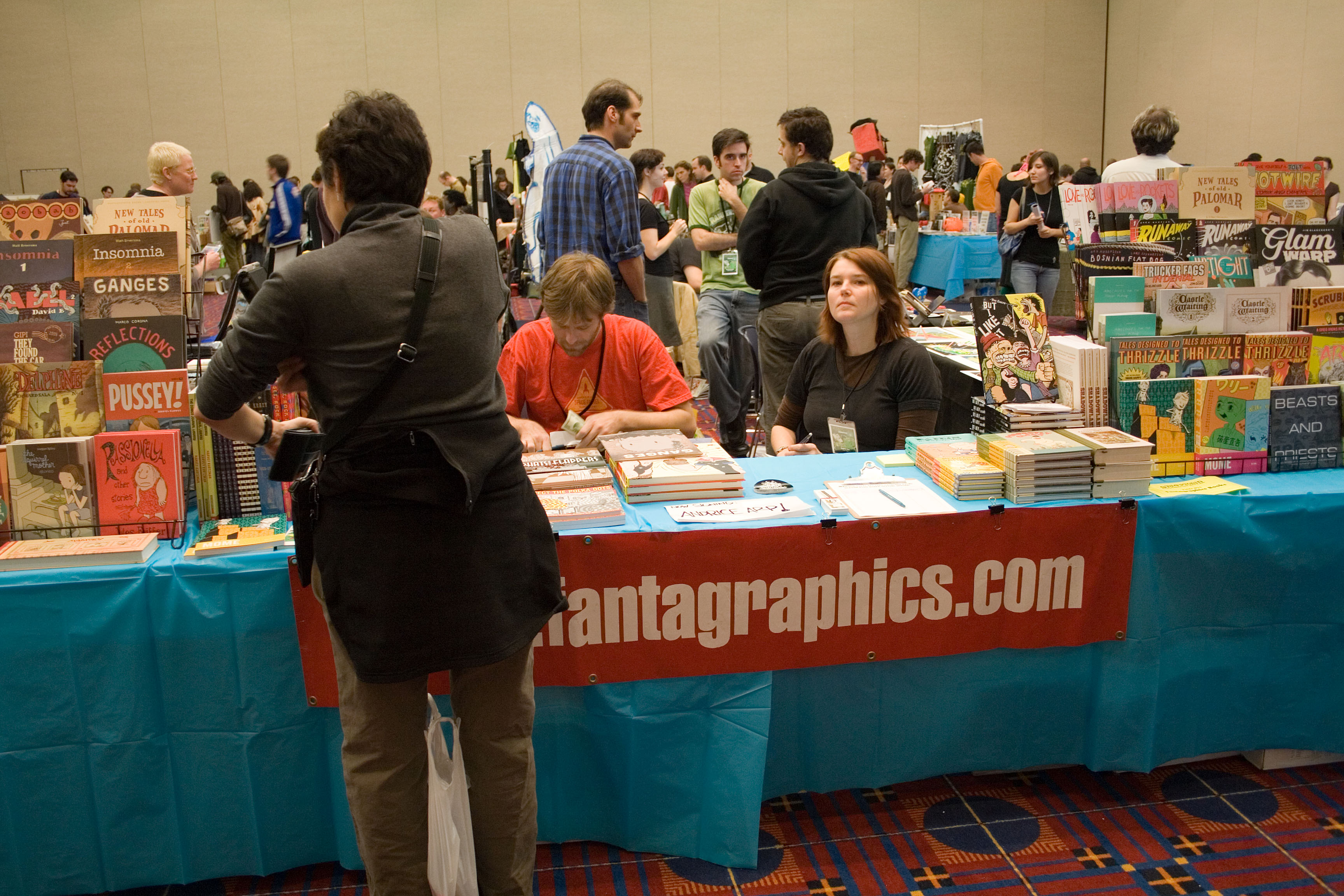
Stand der Fantagraphics Books, Stumptown Comics Fest, 2006

Fantagraphics Books ist ein amerikanischer Comicverlag, der alternative Comics, Sammlungen klassischer Comic Strips, Magazine und Graphic Novels veröffentlicht. Unter dem Imprint Eros Comix verlegt Fantagraphics auch pornographische Comics.

## Geschichte
Fantagraphics wurde 1976 von Gary Groth und Mike Carson gegründet. Ursprünglich diente der Verlag nur dazu, das Comicmagazin The Nostalgia Journal zu verlegen, das Groth kurz davor gekauft hatte und im Januar 1977 in The Comics Journal umbenannte. Im Sommer 1977 stieß Kim Thompson zu Fantagraphics und wurde bald zum Miteigentümer. Der Sitz von Fantagraphics wechselte in den ersten Jahren oft, erst war das Unternehmen in Washington D.C. angesiedelt, dann in Stanford, Connecticut, dann in Los Angeles, Kalifornien. 1989 kam Fantagraphics nach Seattle, Washington, wo das Unternehmen seinen derzeitigen Sitz hat.
Neben dem Comics Journal begann Fantagraphics Anfang der 1980er auch Comics zu verlegen. Das erste Fantagraphics Comic war 1981 Los Tejanos, eine 150-seitige Graphic Novel von Jack Jackson. Laut Groths eigener Aussage war es aber 1982 und der Beginn von Los Bros. Hernandez’ Love and Rockets, der Fantagraphics zu einem ernsthaften Comicverlag werden ließ. Love and Rockets erwies sich als großer Erfolg und war mitverantwortlich für den Aufstieg alternativer Comics in den 1980ern, die nach dem Niedergang der Underground Comics um 1976 beinahe von der Bildfläche verschwunden waren.
Neben alternativen Comics begann der Verlag auch Nachdrucke der Arbeiten von Comicgrößen wie Robert Crumb und Bernard Krigstein sowie klassischer Zeitungscomicstrips wie George Herrimans Krazy Kat, Walt Kellys Pogo oder Hal Fosters Prinz Eisenherz zu veröffentlichen.
2003 schrammte Fantagraphics knapp am Bankrott vorbei. In einem offenen Brief vom 29. Mai 2003 gab Kim Thompson bekannt, dass das Unternehmen 80 000 US-Dollar an Zusatzeinnahmen innerhalb eines Monats benötige, ansonsten wäre das Ende von Fantagraphics unausweichlich. Die Meldung wurde online weiterverbreitet und mit Unterstützung der so alarmierten Kunden gelang es, das benötigte Geld aufzutreiben.
Im Frühling 2004 gelang es Fantagraphics, die Rechte für Hardcover-Nachdrucke der Peanuts-Comicstrips zu gewinnen und die Finanzierung des Unternehmens für die nächsten Jahre abzusichern.

## Veröffentlichungen (Auszug)
Comics
- Acme Novelty Library
- Angry Youth Comics
- Critters
- Doofus
- Eightball
- Evil Eye
- Fission Chicken
- Frank
- Hate
- Jim
- Love and Rockets
- Meatcake
- Neat Stuff
- Popeye
- Raisin Pie
- The Stuff of Dreams

Magazine
- Amazing Heroes
- The Comics Journal

Graphic Novels
- Palomar
- Locas

Hardcover-Nachdrucke
- The Complete Peanuts